# Nicolae Viciu
Nicolae Viciu (Târgu Mureș, 23 febbraio 1939 – Târgu Mureș, 28 ottobre 2014) è stato un cestista rumeno.

## Carriera
Con la Romania ha disputato i Campionati europei del 1961.